# Namana
A Namana (oroszul: Намана) folyó Oroszország ázsiai részén, Jakutföldön, a Léna bal oldali mellékfolyója.

## Földrajz
Hossza: 422 km, vízgyűjtő területe: 16 900 km², évi közepes vízhozama 30 m³/s.
A Léna-felföldön ered kb. 300 m tengerszint feletti magasságban és végig a felföldön folyik dél-délkelet felé. Az Oljokma torkolata alatti szakaszon, északról ömlik a Lénába, 2044 km-re ennek torkolatától. A torkolatnál fekszik a kis Balagannah falu.
Legnagyobb, bal oldali mellékfolyója a Kejikte (Кэйиктэ, Кейикте, 276 km).